# Unaspis rousseti
Unaspis rousseti är en insektsart som beskrevs av Alfred Serge Balachowsky 1957. Unaspis rousseti ingår i släktet Unaspis och familjen pansarsköldlöss.
Artens utbredningsområde är Thailand. Inga underarter finns listade i Catalogue of Life.